# Somatologia
La Somatologia és l'estudi fisiològic i anatòmic del cos humà i el dels primats en general i és una branca de l'antropologia.
La somatologia estudia el cos humà i dels altres primats i les relacions que aquest estableix amb el medi ambient i la cultura, així com l'estructura del cos i els diferents ambients on viuen o han viscut.
La somatologia com a professió és multidisciplinària i en aquest cas és una de les ciències de la salut i de l'estètica que tracta duna varietat de condicions de cos i pell d'una manera holística.